# Direção Geral de Segurança do Estado Libanês
A Direção Geral de Segurança do Estado ou Amn Eddawla ( em árabe: المديرية العامة لأمن الدولة ) é a agência de segurança nacional do Líbano, diretamente ligada ao Presidente e o Primeiro Ministro.
A agência foi criada em 1985. Em março de 2017, o Major-General Tony Saliba foi nomeado diretor da agência em substituição de George Qaraa, ambos católicos gregos melquitas, pois a posição é tradicionalmente reservada à comunidade em questão.

## Funções
Funções principais da Agência:
- Recolha de informações relativas à segurança interna do Estado através de redes especiais que cobrem os territórios do Líbano, a fim de remetê-las às autoridades competentes.
- Vigilância das ações dos partidos libaneses e dos ativistas estrangeiros no que diz respeito à segurança do Estado.
- Contraespionagem e combate às atividades inimigas nas suas diferentes vertentes.
- Investigações preliminares de atos que coloquem em risco a segurança interna e externa do Estado.
- Coordenar com outros serviços de segurança, como as Forças de Segurança Interna e a Direção de Inteligência do Exército, em assuntos relativos a inquéritos e troca de informações.
- Elaborar relatórios regulares para informar o Conselho Supremo de Defesa, sobre a segurança geral e a situação política, e fazer sugestões adequadas para enfrentar os perigos internos e externos; informar permanentemente o Presidente e o Primeiro-Ministro sobre a segurança e a situação política.
- Fornecer segurança a alguns VIPs e às autoridades competentes que estão ameaçadas de perigo.

## Divisões
A Direção está dividida principalmente nas seguintes divisões:
- O Diretor Geral
- O Vice-Diretor geral
- O Gabinete do Diretor Geral
- A Divisão de Planejamento (شعبة التخطيط والتنظيم)
- Oito Direcções Regionais (مديريات اقليمية)
- A Divisão de Segurança (الشعبة الأمنية)
- A Divisão de Coleta de Inteligência (شعبة المعلومات)
- A Segurança das Organizações do Setor Público (فرع أمن المؤسسات)
- A Divisão de Segurança Interna (فرع أمن الدولة الداخلي)
- A Divisão de Segurança Externa (فرع أمن الدولة الخارجي)
- a Divisão de Pessoal (شعبة العديد)
- A Divisão de Proteção e Resposta (شعبة الحماية و التدخل)
- Junto com outras subdivisões.

## Diretores
Lista de diretores desde a sua criação:
- Brigadeiro-General Mustafa Naser (1984-1988)
- Mr. Antoine Traboulsi (Fevereiro de 1988 - Novembro de1988)
- Major-General Nabih Farhat (1988-1998)
- Major-General Edouard Mansour (1998-2005)
- Brigadeiro-General Hasan Fawwaz (2005-2010)
- Brigadeiro-General Elias Keaikaty (Outubro de 2010 - Março de 2011)
- Brigadeiro-General Mustafa Dakrub (Março de 2011 - Maio de 2011)
- Major-General George Karaa (Maio de 2011 - Março de 2017)
- Major-General Tony Saliba (Março de 2017 - atualidade)